# Emmishofen
Emmishofen è una frazione del comune svizzero di Kreuzlingen, nel Canton Turgovia (distretto di Kreuzlingen).

## Storia

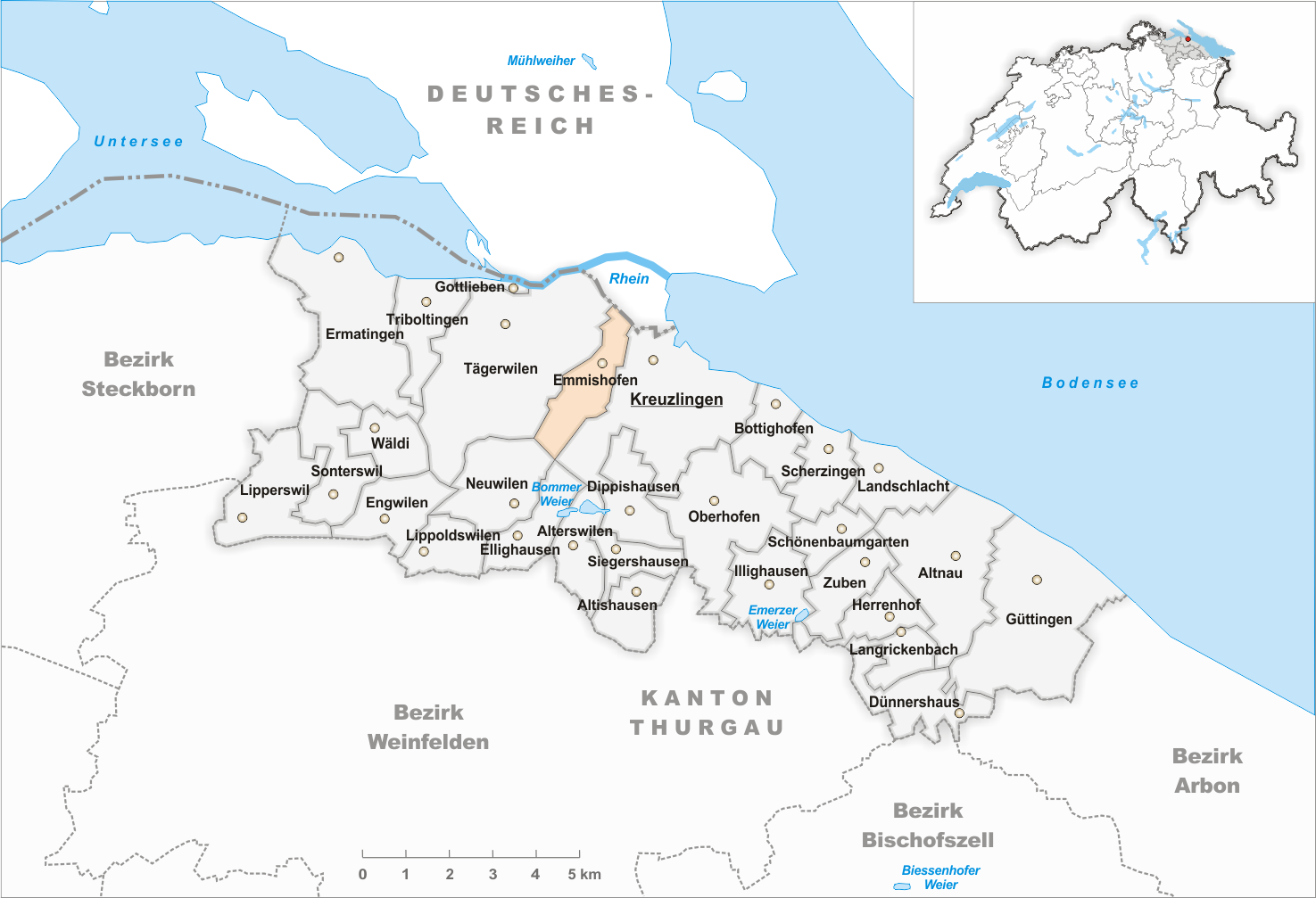
Il territorio del comune di Emmishofen prima degli accorpamenti comunali del 1928

Già comune autonomo (Ortsgemeinde), nel 1928 è stato aggregato al comune di Kreuzlingen.

## Monumenti e luoghi di interesse

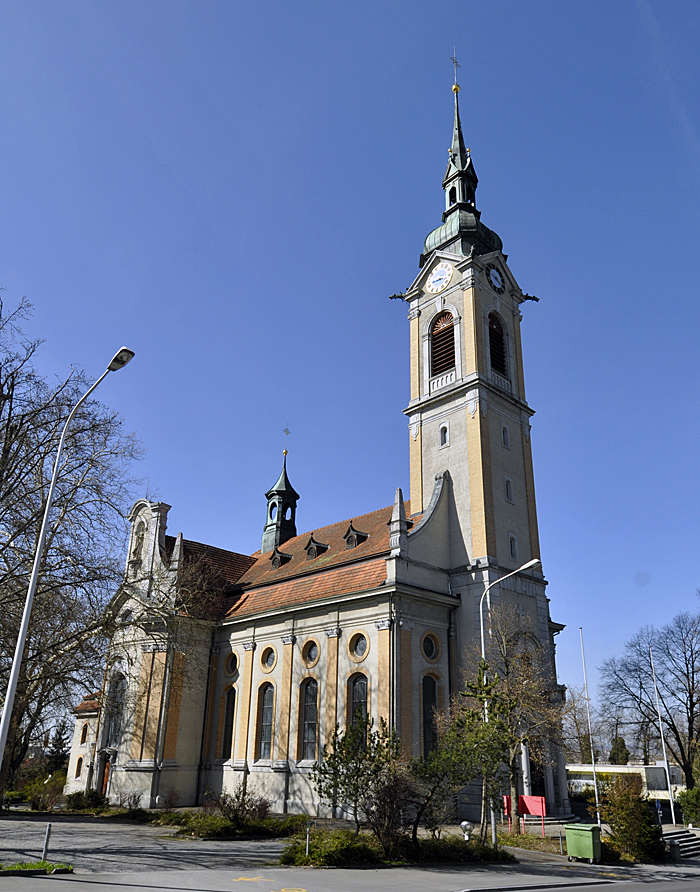
La chiesa cattolica di Santo Stefano

- Chiesa cattolica di Santo Stefano, eretta nel 1903[1].

## Società

### Evoluzione demografica
L'evoluzione demografica è riportata nella seguente tabella:
Abitanti censiti

## Amministrazione
Ogni famiglia originaria del luogo fa parte del cosiddetto comune patriziale e ha la responsabilità della manutenzione di ogni bene ricadente all'interno dei confini della frazione.